# Medaliści światowych wojskowych igrzysk sportowych w judo

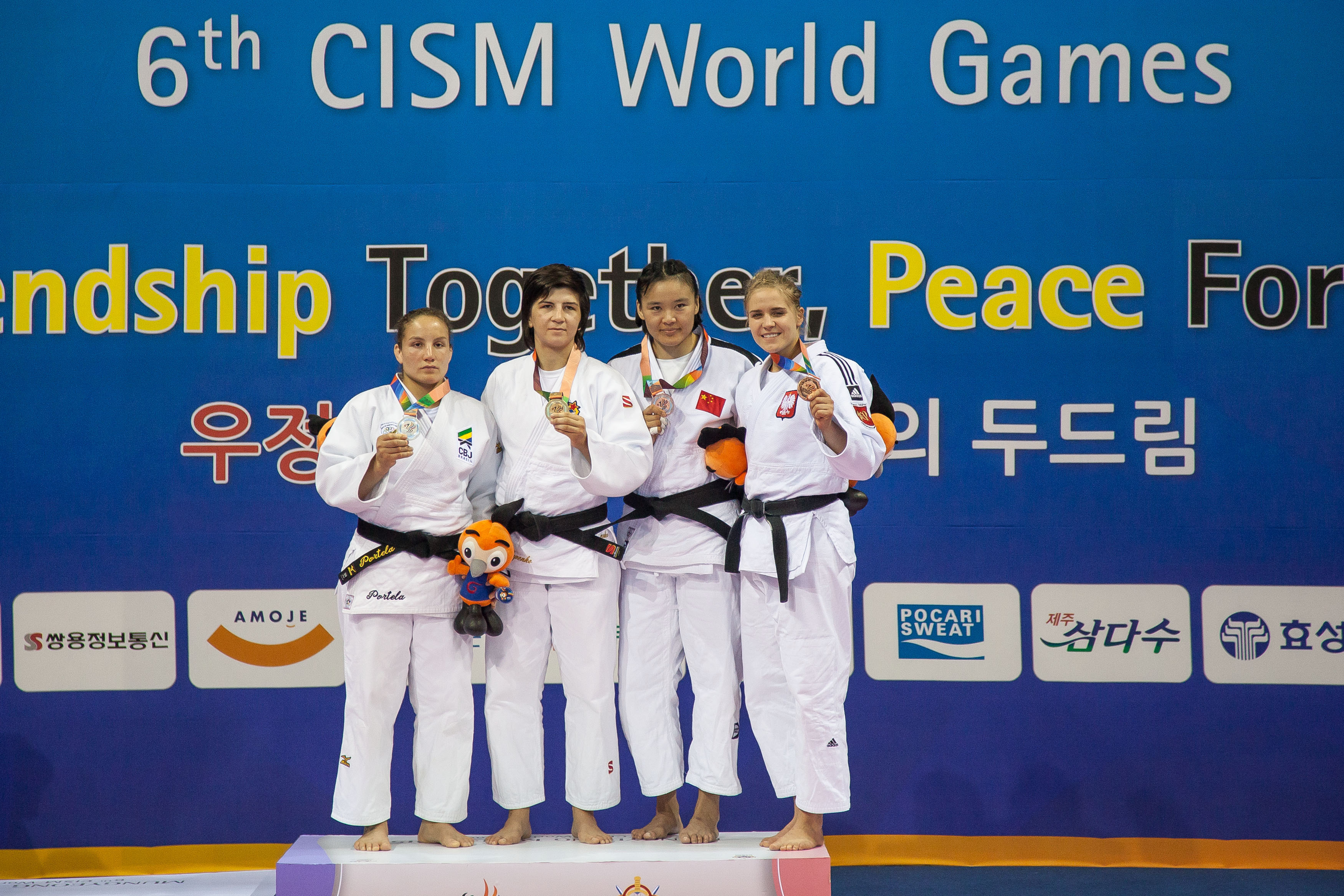
Mungyeong 2015 (kat. średnia). Od lewej; Maria Portela (2. m), Alena Prokopenko (1. m) oraz Yan Zi i Karolina Tałach (3. m).

Medaliści światowych wojskowych igrzysk sportowych w judo – zestawienie zawodników i zawodniczek, którzy przynajmniej raz stanęli na podium światowych igrzysk wojskowych w judo.
Rywalizacja o medale w judo przeprowadzana jest od 1. Światowych Wojskowych Igrzysk Sportowych, które odbyły się w 1995 roku w Rzymie. Zawody są rozgrywane indywidualnie oraz drużynowo.

## Mężczyźni

### Waga superlekka
| Rok i miejsce       | Złoto            | Srebro            | Brąz                                |
| ------------------- | ---------------- | ----------------- | ----------------------------------- |
| 1995 Rzym           | Vardan Voskanyan | Marek Matuszek    | Gleyson Alves Hak Gwon Han          |
| 1999 Zagrzeb        | Cyril Soyer      | Roland Stegmüller | Fúlvio Miyata Lasza Szawdatuaszwili |
| 2003 Katania        | Lee Chul-jae     | Kim Gue-ro        | Yunbing Jia Jeroen Smeets           |
| 2007 Hajdarabad     | Evgeny Kudiakow  | Kim Kyong-jin     | Rishod Sobirov Albert Techov        |
| 2011 Rio de Janeiro | Choi Gwang-hyeon | Jełdos Smietow    | Kim Kyong-jin Mohammad Javani Jouni |
| 2015 Mungyeong      | Felipe Kitadai   | Vugar Shirinli    | Hwang Dong-kyu Fraj Dhouibi         |
| 2019 Wuhan          | Kim Won-jin      | Vincent Limare    | Sukhrob Boqiev Ariunbold Enkhtaiwan |

### Waga półlekka
| Rok i miejsce       | Złoto               | Srebro              | Brąz                                |
| ------------------- | ------------------- | ------------------- | ----------------------------------- |
| 1995 Rzym           | Yun Yong-sik        | Lee Jung-hwa        | Georgi Georgiew Philip Laats        |
| 1999 Zagrzeb        | Girolamo Giovinazzo | Georgi Georgiew     | Dawit Margoszwili Marek Matuszek    |
| 2003 Katania        | Islam Matsiew       | Sezer Huysuz        | Marek Matuszek Gábor Neu            |
| 2007 Hajdarabad     | Adrian Kulisch      | Revazi Zintiridis   | Sezer Huysuz Alamus                 |
| 2011 Rio de Janeiro | Tomasz Kowalski     | Mohsen Ghaffar      | Leandro Cunha Kenneth van Gansbeke  |
| 2015 Mungyeong      | Ali Eid Elshoufy    | Batsuuri Adiya      | Han Jang-soo Nicat Şıxəlizadə       |
| 2019 Wuhan          | Artyom Szturbabin   | Mukhriddin Tillovov | Jeong Yong-uk Erkhembaya Battogtokh |

### Waga lekka
| Rok i miejsce       | Złoto                | Srebro          | Brąz                                 |
| ------------------- | -------------------- | --------------- | ------------------------------------ |
| 1995 Rzym           | Choi Jae-yun         | Francesco Lepre | Kim Hun-tae Ralf Akoto               |
| 1999 Zagrzeb        | Seo Yoon-seok        | Marko Sentić    | Sebastian Pereira Giuseppe Maddaloni |
| 2003 Katania        | Song Dae-nam         | Marco Lamprecht | Gregor Brod Konstantin Zarecki       |
| 2007 Hajdarabad     | Koen Sleeckx         | Ji Seob-yoon    | Kim Chol-su Alexander Buryłow        |
| 2011 Rio de Janeiro | Eldar Zaripkanow     | David Papaux    | Bruno Mendonça René Schneider        |
| 2015 Mungyeong      | Lee Jung-min         | Vahid Bana      | Ludovic Cavallera Huseyn Rahimli     |
| 2019 Wuhan          | Chikmatiloch Turajew | Sai Yinjirigala | Andrea Gismodo Armen Agaian          |

### Waga półśrednia
| Rok i miejsce       | Złoto             | Srebro             | Brąz                               |
| ------------------- | ----------------- | ------------------ | ---------------------------------- |
| 1995 Rzym           | Laurent François  | Alessandro Pilati  | Dario Romano Alexander Guedes      |
| 1999 Zagrzeb        | Alexander Guedes  | Patrick Klas       | Patrick Reiter Boris Novotny       |
| 2003 Katania        | Roberto Meloni    | Giuseppe Maddaloni | Denis Ogienko Min Gun-sik          |
| 2007 Hajdarabad     | Guillaume Elmont  | Youseef Badra      | Florian Rinnerthaler Antonio Ciano |
| 2011 Rio de Janeiro | Leandro Guilheiro | Giovanni Carollo   | Łukasz Błach Cho Seung-kwon        |
| 2015 Mungyeong      | Lee Seung-su      | Asłan Lappinagov   | Julian Kermarrec Saeid Mollaei     |
| 2019 Wuhan          | Iwajło Iwanow     | Andrea Regis       | Hidayət Heydərov Lee Sung-ho       |

### Waga średnia
| Rok i miejsce       | Złoto             | Srebro            | Brąz                             |
| ------------------- | ----------------- | ----------------- | -------------------------------- |
| 1995 Rzym           | Giorgio Vismara   | Lee Song-hak      | Alex Smeets Tagir Abdulaev       |
| 1999 Zagrzeb        | Mark Huizinga     | Roman Jahoda      | Artur Kejza Rasul Salimov        |
| 2003 Katania        | Mark Huizinga     | Choi Sun-ha       | Stefano Sorelli Gadir Gadirov    |
| 2007 Hajdarabad     | Ilias Iliadis     | Ramziddin Sayidov | Hugo Pecanha Lyès Bouyacoub      |
| 2011 Rio de Janeiro | Max Schirnhofer   | Robert Krawczyk   | Walter Facente Milan Randl       |
| 2015 Mungyeong      | Eduardo Bettoni   | Rachid Assameur   | Kim Hyung-ki Tsogtgerel Khutag   |
| 2019 Wuhan          | Michaił Igolnikow | Jung Won-joon     | Piotr Kuczera Mehdiyev Mammadali |

### Waga półciężka
| Rok i miejsce       | Złoto               | Srebro                  | Brąz                             |
| ------------------- | ------------------- | ----------------------- | -------------------------------- |
| 1995 Rzym           | Luigi Guido         | Semir Pepic             | Lee Jung-young Filip Floricoiu   |
| 1999 Zagrzeb        | Aleksandr Michajlin | Luigi Guido             | Jérémy Cillario Michael Jurack   |
| 2003 Katania        | Ihar Makarau        | Dániel Hadfi            | Gianluca Giaccaglia Bae Jin-bum  |
| 2007 Hajdarabad     | Utkir Kurbanov      | Zoltán Pálkovács        | Ihar Makarau Gianluca Giaccaglia |
| 2011 Rio de Janeiro | Luciano Corrêa      | Benjamin van Leeuwaarde | Kacper Larem Thierry Fabre       |
| 2015 Mungyeong      | Toma Nikiforov      | Lee Min-hyukr           | Elmar Gasimov Rustam Szchalachow |
| 2019 Wuhan          | Daniel Mukete       | Cedric Olivar           | Nijaz Iljasow Leonardo Goncalves |

### Waga ciężka
| Rok i miejsce       | Złoto                  | Srebro                 | Brąz                             |
| ------------------- | ---------------------- | ---------------------- | -------------------------------- |
| 1995 Rzym           | Rafał Kubacki          | Sayed Mahmoud Miran    | Jérôme Dreyfus Rusłan Szarapow   |
| 1999 Zagrzeb        | Pan Song               | Ben Sonnemans          | Rusłan Szarapow Timur Buchukuri  |
| 2003 Katania        | Aleksandr Michajlin    | David Hernandez        | Rusłan Szarapow Paolo Bianchessi |
| 2007 Hajdarabad     | Martin Padar           | Joao Gabriel Felizardo | Fabian Hubert Sung Hyun-hong     |
| 2011 Rio de Janeiro | Pierre-Alexandre Robin | Faical Jaballah        | Rafael Silva Liu Jia             |
| 2015 Mungyeong      | Mohammed Tayeb         | Walter Santos          | Omar Ehal Hamed Liu Jian         |
| 2019 Wuhan          | Inał Tasojew           | Bekmurod Oltiboev      | Anton Braczew David Moura        |

### Open
| Rok i miejsce | Złoto        | Srebro              | Brąz                            |
| ------------- | ------------ | ------------------- | ------------------------------- |
| 1995 Rzym     | Eric Krieger | Sayed Mahmoud Miran | Rusłan Szarapow Dmitri Platunov |

## Kobiety

### Waga ekstralekka
| Rok i miejsce       | Złoto             | Srebro         | Brąz                                      |
| ------------------- | ----------------- | -------------- | ----------------------------------------- |
| 1999 Zagrzeb        | Wang Jing Ling    | Cha Hyon-hyang | Marina Szamsutdinowa Natalia Szablinskaja |
| 2003 Katania        | Gao Feng          | Gabriela Tudor | Alina Alexandra Dumitru Volha Leszczanka  |
| 2007 Hajdarabad     | Gao Feng          | Kim Song-kum   | Ludmiła Bogdanowa Volha Leszczanka        |
| 2011 Rio de Janeiro | Kim Sol-mi        | Sarah Menezes  | Alina Alexandra Dumitru Wu Shugen         |
| 2015 Mungyeong      | Maria Persidskaia | Luo Shanshan   | Sarah Menezes Marine Lhenry               |
| 2019 Wuhan          | Chen Chen         | Irina Dołgowa  | Jon Yu-sun Li Jing                        |

### Waga półlekka
| Rok i miejsce       | Złoto             | Srebro             | Brąz                                         |
| ------------------- | ----------------- | ------------------ | -------------------------------------------- |
| 1999 Zagrzeb        | Jinyan Wang       | Sabrina Filzmoser  | Marina Kowrigina Alena Karytskaya            |
| 2003 Katania        | Ludmiła Bogdanowa | Ludmiła Chramowa   | Jaana Sundberg Rui Shan                      |
| 2007 Hajdarabad     | Anna Charitonova  | Wu Shugen          | Petra Steinbauer Pak Myong-hui               |
| 2011 Rio de Janeiro | An Kum-ae         | Andressa Fernandes | Andreea Chițu Jaana Sundberg                 |
| 2015 Mungyeong      | Anna Charitonowa  | Morgane Lohezic    | Lan Yu Putu Virgynia                         |
| 2019 Wuhan          | Huang Liru        | Lan Yu             | Dijora Keldijorowa Coraline Marcus Tabellion |

### Waga lekka
| Rok i miejsce       | Złoto             | Srebro          | Brąz                             |
| ------------------- | ----------------- | --------------- | -------------------------------- |
| 1995 Rzym           | Zulfia Guseinova  | Wang Jinyan     | Raffaella Imbriani Min Il-hwa    |
| 1999 Zagrzeb        | Ri Myong-hwa      | Linli Zheng     | Zulfia Guseinova Tatjana Iwanowa |
| 2003 Katania        | Song Hong-ok      | Beáta Ónody     | Tatiana Szuszakowa Donghui Liu   |
| 2007 Hajdarabad     | Sabrina Filzmoser | Wang Hui        | Barbara Letka Rosalba Forciniti  |
| 2011 Rio de Janeiro | Wang Hui          | Ketleyn Quadros | Sabrina Filzmoser Alina Ten      |
| 2015 Mungyeong      | Tatiana Kazeniuk  | Rafaela Silva   | Wang Hui Arleta Podolak          |
| 2019 Wuhan          | Rafaela Silva     | Andreea Chițu   | Arleta Podolak Maria Skora       |

### Waga półśrednia
| Rok i miejsce       | Złoto                | Srebro          | Brąz                             |
| ------------------- | -------------------- | --------------- | -------------------------------- |
| 1995 Rzym           | Tatiana Bogomyagkova | Qi Suxia        | Walentina Kamsyłowa Monalisa Ion |
| 1999 Zagrzeb        | Wang Xianbo          | Raša Sraka      | Anna Saraiewa Swietłana Ladkowa  |
| 2003 Katania        | Urška Žolnir         | Zsuzsa Bejczi   | Anna Sarajeva Kyong Sun-ji       |
| 2007 Hajdarabad     | Deborah Gravenstijn  | Alina Puchowa   | Song Hong-ok Gao Mingming        |
| 2011 Rio de Janeiro | Urška Žolnir         | Hilde Drexler   | Gao Ming Kim Su-gyong            |
| 2015 Mungyeong      | Mariana Silva        | Nina Milosević  | Huang Lingling Pari Surakatova   |
| 2019 Wuhan          | Tang Jing            | Kamila Badurowa | Ri Pok-hyang Darja Dawidowa      |

### Waga średnia
| Rok i miejsce       | Złoto                    | Srebro                   | Brąz                                 |
| ------------------- | ------------------------ | ------------------------ | ------------------------------------ |
| 1995 Rzym           | Melanie Engoang          | Wang Xianbo              | Anja Theunis Yujing Nie              |
| 1999 Zagrzeb        | Claudia Zwiers           | Mila Markova             | Swietłana Galiant Kun Liu            |
| 2003 Katania        | Ylenia Scapin            | Liu Dan                  | Raša Sraka Kim Yon-mi                |
| 2007 Hajdarabad     | Erica Barbieri           | Liu Dan                  | Natalja Kuziutina Daniëlle Vriezema  |
| 2011 Rio de Janeiro | Maria de Lourdes Portela | Raša Sraka               | Anne Lisewski Tomo Angele Pascualine |
| 2015 Mungyeong      | Alena Prokopenko         | Maria de Lourdes Portela | Yan Zi Karolina Tałach               |
| 2019 Wuhan          | Alena Prokopenko         | Alessandra Prosdocimo    | Eliza Wróblewska Gulnoza Matniyazova |

### Waga półciężka
| Rok i miejsce       | Złoto              | Srebro            | Brąz                        |
| ------------------- | ------------------ | ----------------- | --------------------------- |
| 1999 Zagrzeb        | Cwietana Bozhilowa | Tea Donguzaszwili | Goua Lou Yalo Yuan Hua      |
| 2003 Katania        | Lucia Morico       | Michela Torrenti  | Zhenxia Liang Anna Köpöczi  |
| 2007 Hajdarabad     | Flora Mhitarjan    | Yang Xiuli        | Raša Sraka Gilda Rovere     |
| 2011 Rio de Janeiro | Daria Pogorzelec   | Assunta Galeone   | Chen Ying Marie Moulin      |
| 2015 Mungyeong      | Anamari Velenšek   | Daria Pogorzelec  | Nadia Merli Julia Tillmanns |
| 2019 Wuhan          | Klara Apotekar     | Evelin Salánki    | Beata Pacut Vanessa Dureau  |

### Waga ciężka
| Rok i miejsce       | Złoto                | Srebro                | Brąz                              |
| ------------------- | -------------------- | --------------------- | --------------------------------- |
| 1999 Zagrzeb        | Yu Lina              | Wiktoria Kazunina     | Hannah Ertel Galina Savenkova     |
| 2003 Katania        | Sirui Yan            | Tea Donguzaszwili     | Julija Barysik Jennifer Delpierre |
| 2007 Hajdarabad     | Lucija Polavder      | Yan Sirui             | Anaid Mchitarjan                  |
| 2011 Rio de Janeiro | Anne-Sophie Mondière | Maria Suelen Altheman | Sha Lingmei Lucija Polavder       |
| 2015 Mungyeong      | Li Yang              | Switłana Jariomka     | Rochele Nunes Zhou Yafei          |
| 2019 Wuhan          | Wang Yan             | Anamari Velenšek      | Beatriz Souza Li Yang             |

### Open
| Rok i miejsce | Złoto             | Srebro          | Brąz                    |
| ------------- | ----------------- | --------------- | ----------------------- |
| 1995 Rzym     | Wiktoria Kazunina | Olga Matwiejewa | Johanna Hagn Nie Yujing |

## Medaliści zawodów drużynowych

### Turnieje drużynowe mężczyzn
| Medaliści zawodów drużynowych mężczyzn w judo wg edycji | Medaliści zawodów drużynowych mężczyzn w judo wg edycji                                                                                              | Medaliści zawodów drużynowych mężczyzn w judo wg edycji | Medaliści zawodów drużynowych mężczyzn w judo wg edycji |
| Rok i miejsce                                           | Złoto | Srebro | Brąz |
| ------------------------------------------------------- | --- | --- | --- |
| 1995 Rzym                                               | Włochy · Francesco Lepre · Alessandro Pilati · Giorgio Vismara · Luigi Guido                                                                         | Rosja · Vardan Voskanyan · Tagir Abdulaev · Dmitri Platunov | Korea Południowa · Choi Joe-yun · Lee Jung-young · Lee Song-hak                                                                                                 |
| 1995 Rzym                                               | Włochy · Francesco Lepre · Alessandro Pilati · Giorgio Vismara · Luigi Guido                                                                         | Rosja · Vardan Voskanyan · Tagir Abdulaev · Dmitri Platunov | Francja · Jérôme Dreyfus · Laurent François |
| 1999 Zagrzeb                                            | Korea Południowa · Cho Ha-suh · Lee Won-san · Seo Young-ho · Seo Yoon-seok                                                                           | Rosja · Asłan Anaiew · Aleksandr Michajlin · Alexander Ridnyi · Konstantin Sawcziszkin                                                                                 | Austria · Franz Birkfellner · Roman Jahoda · Christian Neuhofer · Patrick Reiter · Roland Stegmüller                                                            |
| 1999 Zagrzeb                                            | Korea Południowa · Cho Ha-suh · Lee Won-san · Seo Young-ho · Seo Yoon-seok                                                                           | Rosja · Asłan Anaiew · Aleksandr Michajlin · Alexander Ridnyi · Konstantin Sawcziszkin                                                                                 | Włochy · Girolamo Giovinazzo · Luigi Guido · Giuseppe Maddaloni · Michele Monti · Andrea Scolari                                                                |
| 2007 Hajdarabad                                         | Niemcy · Adrian Kulisch · Fabian Hubert · Fabian Seidmumeier                                                                                         | Rosja · Evgeny Kudyakov · Alexander Buryłow · Kamil Magomiedow | Białoruś · Ihar Makarau |
| 2007 Hajdarabad                                         | Niemcy · Adrian Kulisch · Fabian Hubert · Fabian Seidmumeier                                                                                         | Rosja · Evgeny Kudyakov · Alexander Buryłow · Kamil Magomiedow | Iran · |
| 2011 Rio de Janeiro                                     | Brazylia · Tiago Camilo, · Luciano Corrêa, · Leandro Cunha, · Leandro Guilheiro, · Felipe Kitadai, · Bruno Mendonça, · Rafael Silva, · Hugo Pessanha | Korea Południowa · Lee Chang-dong, · Song Chang-hun, · Baeg Chul-sung, · Choi Gwang-hyeon, · Koo Hwan, · An Jeong-hwan, · Cho Seung-kwon                               | Polska · Sebastian Janicki, · Tomasz Kowalski, · Mariusz Janicki, · Łukasz Błach, · Kacper Larem, · Janusz Wojnarowicz, · Robert Krawczyk                       |
| 2011 Rio de Janeiro                                     | Brazylia · Tiago Camilo, · Luciano Corrêa, · Leandro Cunha, · Leandro Guilheiro, · Felipe Kitadai, · Bruno Mendonça, · Rafael Silva, · Hugo Pessanha | Korea Południowa · Lee Chang-dong, · Song Chang-hun, · Baeg Chul-sung, · Choi Gwang-hyeon, · Koo Hwan, · An Jeong-hwan, · Cho Seung-kwon                               | Algieria · Abderrahmne Benamadi, · Amar Benyakhlef, · Iiyes Bouyacoub, · Larbi Grini, · Kamel Haroune, · Youcef Haroune, · Mohamed Amine Taib, · Bilal Bourbiha |
| 2015 Mungyeong                                          | Brazylia · Felipe Kitadai · Charles Chibana · Leandro Guilheiro · Eduardo Bettoni · Luciano Corrêa · Leandro Cunha · Walter Santos                   | Mongolia · Batsuuri Adiya · Ambaselmaa Bayarsaikhan · Bayarmagnai Dagvadorj · Sanduijav Dashtseren · Enkhtur Enkhjargal · Tumennasan Erdenetogtokh · Tsogtgerel Khutag | Azerbejdżan · Vugar Shirinli · Nicat Şıxəlizadə · Huseyn Rahimli · Tural Safguliyev · Elmar Gasimov                                                             |
| 2015 Mungyeong                                          | Brazylia · Felipe Kitadai · Charles Chibana · Leandro Guilheiro · Eduardo Bettoni · Luciano Corrêa · Leandro Cunha · Walter Santos                   | Mongolia · Batsuuri Adiya · Ambaselmaa Bayarsaikhan · Bayarmagnai Dagvadorj · Sanduijav Dashtseren · Enkhtur Enkhjargal · Tumennasan Erdenetogtokh · Tsogtgerel Khutag | Korea Południowa · Hwang Dong-kyu · Han Jang-soo · Jung Min-hyuk · Kim Ji-won · Lee Jung-min · Lee Min-hyuk · Lee Seung-su                                      |
| 2019 Wuhan                                              | Rosja · Obid Dzhebow, · Islam Chametow, · Armen Agaian, · Aslan Łappinagow, · Alan Kubiecow, · Michaił Igolnikow, · Inał Tasojew, · Anton Braczew    | Brazylia · Charles Chibana, · Eric Takabatake, · Eduardo Katsuhiro, · Eduardo Judy, · Eduardo Bettoni, · Rafael Macedo, · David Moura, · Leonardo Goncalves            | Korea Południowa · Kim Won-jin, · Kim Kyeng-hoon, · Kim Seong-jun, · Jeong Yong-uk, · Jung Won-joon, · Lee Heon-jong, · Lee Sung-ho, · Mun Kyu-joon             |
| 2019 Wuhan                                              | Rosja · Obid Dzhebow, · Islam Chametow, · Armen Agaian, · Aslan Łappinagow, · Alan Kubiecow, · Michaił Igolnikow, · Inał Tasojew, · Anton Braczew    | Brazylia · Charles Chibana, · Eric Takabatake, · Eduardo Katsuhiro, · Eduardo Judy, · Eduardo Bettoni, · Rafael Macedo, · David Moura, · Leonardo Goncalves            | Francja · Alister la Rocca, · Quentin Joubert, · Kevin Czernik, · Joseph Terhec, · Cedric Olivar                                                                |

### Turnieje drużynowe kobiet
| Medalistki zawodów drużynowych kobiet w judo wg edycji | Medalistki zawodów drużynowych kobiet w judo wg edycji | Medalistki zawodów drużynowych kobiet w judo wg edycji | Medalistki zawodów drużynowych kobiet w judo wg edycji |
| Rok i miejsce                                          | Złoto | Srebro | Brąz |
| ------------------------------------------------------ | --- | --- | --- |
| 1999 Zagrzeb                                           | Chiny · Wang Jing Ling · Jinyan Wang · Linli Zheng · Wang Xianbo · Kun Liu · Yuan Hua · Yu Lina                                                                          | Rosja · Marina Szamsutdinowa · Marina Kowrigina · Tatjana Iwanowa · Anna Saraiewa · Swietłana Galiant · Tea Donguzashvili · Wiktoria Kazunina                       | Białoruś · Natalia Szablinskaja · Alena Karytskaya · Elena Ismailowicz · Swietłana Ladkowa · Svetlana Skaczkowa · Olga Tarasova · Galina Savenkova                              |
| 1999 Zagrzeb                                           | Chiny · Wang Jing Ling · Jinyan Wang · Linli Zheng · Wang Xianbo · Kun Liu · Yuan Hua · Yu Lina                                                                          | Rosja · Marina Szamsutdinowa · Marina Kowrigina · Tatjana Iwanowa · Anna Saraiewa · Swietłana Galiant · Tea Donguzashvili · Wiktoria Kazunina                       | Chorwacja · Sabina Vlahović · Aniko Tripolski · Tatjana Starcević · Petra Dapić · Jadranka Pongrać · Zorana Blazević                                                            |
| 2007 Hajdarabad                                        | Chiny · Gao Feng · Wu Shugen · Wang Hui · Gao Mingming · Liu Dan · Yang Xiuli · Yan Sirui                                                                                | Włochy · Erica Barbieri · Rosalba Forciniti · Francesca Congia · Flavia Paganessi · Gilda Rovere ·                                                                  | Polska · Agnieszka Czepukojć · Kinga Kubicka · Barbara Letka · Paulina Rainczuk · Katarzyna Wróbel                                                                              |
| 2007 Hajdarabad                                        | Chiny · Gao Feng · Wu Shugen · Wang Hui · Gao Mingming · Liu Dan · Yang Xiuli · Yan Sirui                                                                                | Włochy · Erica Barbieri · Rosalba Forciniti · Francesca Congia · Flavia Paganessi · Gilda Rovere ·                                                                  | Rosja · Ludmiła Bogdanowa · Anna Charitonova · Alina Puchowa · Natalja Kuziutina · Flora Mhitarjan · Anaid Mchitarjan                                                           |
| 2011 Rio de Janeiro                                    | Brazylia · Maria Suelen Altheman, · Sarah Menezes, · Érika Miranda, · Maria de Lourdes Portela, · Ketleyn Quadros, · Mayra Aguiar, · Mariana Silva, · Andressa Fernandes | Chiny · Chen Ying, · Gao Ming, · Wang Hui, · Wu Shugen, · Dou Yanfeng, · Sha Lingmei, · Luo Shanshan                                                                | Niemcy · Anne Lisewski, · Johanna Müller, · Beatrice Rietz, · Stephanie Steinmetz                                                                                               |
| 2011 Rio de Janeiro                                    | Brazylia · Maria Suelen Altheman, · Sarah Menezes, · Érika Miranda, · Maria de Lourdes Portela, · Ketleyn Quadros, · Mayra Aguiar, · Mariana Silva, · Andressa Fernandes | Chiny · Chen Ying, · Gao Ming, · Wang Hui, · Wu Shugen, · Dou Yanfeng, · Sha Lingmei, · Luo Shanshan                                                                | Włochy · Valentina Aloisi, · Francesca Congia, · Rosalba Forciniti, · Assunta Galeone, · Flavia Paganessi, · Gilda Rovere                                                       |
| 2015 Mungyeong                                         | Brazylia · Erika Miranda · Sarah Menezes · Nadia Merli · Rafaela Silva · Mariana Silva · Maria de Lourdes Portela · Rochele Nunes                                        | Polska · Kinga Kubicka · Halima Mohamed-Seghir · Agata Ozdoba · Daria Pogorzelec · Arleta Podolak · Karolina Tałach                                                 | Chiny · Luo Shanshan · Lan Yu · Wang Hui · Huang Lingling · Yan Zi · Li Yang · Zhou Yafei                                                                                       |
| 2015 Mungyeong                                         | Brazylia · Erika Miranda · Sarah Menezes · Nadia Merli · Rafaela Silva · Mariana Silva · Maria de Lourdes Portela · Rochele Nunes                                        | Polska · Kinga Kubicka · Halima Mohamed-Seghir · Agata Ozdoba · Daria Pogorzelec · Arleta Podolak · Karolina Tałach                                                 | Rosja · Anna Charitonowa · Ekaterina Onoprienko · Maria Persidskaia · Tatiana Kazeniuk · Alena Prokopenko · Pari Surakatova                                                     |
| 2019 Wuhan                                             | Chiny · Chen Chen, · Huang Liru, · Lan Yu, · Li Jing, · Li Yang, · Tang Jing, · Yan Zi, · Wang Yan                                                                       | Francja · Marion Chaarre, · Coraline Marcus Tabellioni, · Maryline Loius Sydney, · Cloe Yvin, · Marie Moulin, · Sylvanie Brisson, · Vanessa Dureau, · Julia Tolofua | Polska · Anna Borowska · Kinga Kubicka · Agata Ozdoba-Błach · Beata Pacut · Karolina Pieńkowska · Arleta Podolak · Daria Pogorzelec · Karolina Tałach-Gast · Eliza Wróblewska   |
| 2019 Wuhan                                             | Chiny · Chen Chen, · Huang Liru, · Lan Yu, · Li Jing, · Li Yang, · Tang Jing, · Yan Zi, · Wang Yan                                                                       | Francja · Marion Chaarre, · Coraline Marcus Tabellioni, · Maryline Loius Sydney, · Cloe Yvin, · Marie Moulin, · Sylvanie Brisson, · Vanessa Dureau, · Julia Tolofua | Brazylia · Larissa Pimenta, · Eleudis Valentim, · Gabriela Chibana, · Tamires da Silva, · Rafaela Silva, · Alexia Castilhos, · Ellen Santana, · Beatriz Souza, · Samanta Soares |

## Klasyfikacja medalowa
* Polskę oznaczono tekstem pogrubionym(zarówno pozycję jak i wyniki). 
|                    |                          |                    |                    |     |     |     |     |    |    |     |    |    |     |
| 1                  | Rosja                    | 20                 | 13                 | 24  | 57  | 9   | 4   | 10 | 11 | 9   | 14 |    |     |
| 2                  | Chiny                    | 17                 | 14                 | 24  | 55  | 1   | 1   | 4  | 16 | 13  | 20 |    |     |
| 3                  | Brazylia                 | 12                 | 10                 | 15  | 37  | 7   | 4   | 10 | 5  | 6   | 5  |    |     |
| 4                  | Korea Południowa         | 9                  | 8                  | 14  | 31  | 9   | 8   | 14 | 0  | 0   | 0  |    |     |
| 5                  | Włochy                   | 8                  | 10                 | 13  | 31  | 5   | 6   | 10 | 3  | 4   | 3  |    |     |
| 6                  | Słowenia                 | 5                  | 4                  | 4   | 13  | 0   | 0   | 1  | 5  | 4   | 3  |    |     |
| 7                  | Korea Północna           | 5                  | 3                  | 11  | 19  | 1   | 1   | 3  | 4  | 2   | 8  |    |     |
| 8                  | Holandia                 | 5                  | 3                  | 1   | 9   | 3   | 3   | 1  | 2  | 0   | 0  |    |     |
| 9                  | Austria                  | 3                  | 5                  | 5   | 13  | 2   | 3   | 3  | 1  | 2   | 2  |    |     |
| 10                 | Francja                  | 3                  | 4                  | 11  | 18  | 2   | 2   | 7  | 1  | 2   | 4  |    |     |
| 11                 | Polska                   | 3                  | 3                  | 13  | 19  | 2   | 1   | 5  | 1  | 2   | 8  |    |     |
| 12                 | Uzbekistan               | 3                  | 3                  | 3   | 9   | 3   | 3   | 1  | 0  | 0   | 2  |    |     |
| 13                 | Bułgaria                 | 2                  | 2                  | 1   | 5   | 1   | 1   | 1  | 1  | 1   | 0  |    |     |
| 14                 | Białoruś                 | 2                  | 0                  | 13  | 15  | 2   | 0   | 6  | 0  | 0   | 7  |    |     |
| 15                 | Niemcy                   | 2                  | 0                  | 10  | 12  | 2   | 0   | 4  | 0  | 0   | 6  |    |     |
| 16                 | Belgia                   | 2                  | 0                  | 4   | 6   | 2   | 0   | 3  | 0  | 0   | 1  |    |     |
| 17                 | Azerbejdżan              | 1                  | 1                  | 9   | 11  | 0   | 1   | 8  | 1  | 0   | 1  |    |     |
| 18                 | Algieria                 | 1                  | 1                  | 2   | 4   | 1   | 1   | 2  | 0  | 0   | 0  |    |     |
| 18                 | Kazachstan               | 1                  | 1                  | 2   | 4   | 1   | 1   | 0  | 0  | 0   | 2  |    |     |
| 20                 | Grecja                   | 1                  | 1                  | 0   | 2   | 1   | 1   | 0  | 0  | 0   | 0  |    |     |
| 21                 | Estonia                  | 1                  | 0                  | 0   | 1   | 1   | 0   | 0  | 0  | 0   | 0  |    |     |
| 21                 | Gabon                    | 1                  | 0                  | 0   | 1   | 0   | 0   | 0  | 1  | 0   | 0  |    |     |
| 23                 | Iran                     | 0                  | 4                  | 3   | 7   | 0   | 4   | 3  | 0  | 0   | 0  |    |     |
| 24                 | Węgry                    | 0                  | 4                  | 2   | 6   | 0   | 1   | 1  | 0  | 3   | 1  |    |     |
| 25                 | Słowacja                 | 0                  | 3                  | 4   | 7   | 0   | 3   | 4  | 0  | 0   | 0  |    |     |
| 26                 | Rumunia                  | 0                  | 2                  | 5   | 7   | 0   | 0   | 1  | 0  | 2   | 4  |    |     |
| 27                 | Mongolia                 | 0                  | 2                  | 3   | 5   | 0   | 2   | 3  | 0  | 0   | 0  |    |     |
| 28                 | Tunezja                  | 0                  | 2                  | 1   | 3   | 0   | 2   | 1  | 0  | 0   | 0  |    |     |
| 29                 | Chorwacja                | 0                  | 1                  | 1   | 2   | 0   | 1   | 0  | 0  | 0   | 1  |    |     |
| 29                 | Turcja                   | 0                  | 1                  | 1   | 2   | 0   | 1   | 1  | 0  | 0   | 0  |    |     |
| 29                 | Ukraina                  | 0                  | 1                  | 1   | 2   | 0   | 0   | 0  | 0  | 1   | 1  |    |     |
| 32                 | Szwajcaria               | 0                  | 1                  | 0   | 1   | 0   | 1   | 0  | 0  | 0   | 0  |    |     |
| 33                 | Finlandia                | 0                  | 0                  | 2   | 2   | 0   | 0   | 0  | 0  | 0   | 2  |    |     |
| 33                 | Gruzja                   | 0                  | 0                  | 2   | 2   | 0   | 0   | 2  | 0  | 0   | 0  |    |     |
| 35                 | Bahrajn                  | 0                  | 0                  | 1   | 1   | 0   | 0   | 1  | 0  | 0   | 0  |    |     |
| 35                 | Egipt                    | 0                  | 0                  | 1   | 1   | 0   | 0   | 1  | 0  | 0   | 0  |    |     |
| 35                 | Indonezja                | 0                  | 0                  | 1   | 1   | 0   | 0   | 0  | 0  | 0   | 1  |    |     |
| 35                 | Kamerun                  | 0                  | 0                  | 1   | 1   | 0   | 0   | 0  | 0  | 0   | 1  |    |     |
| 35                 | Litwa                    | 0                  | 0                  | 1   | 1   | 0   | 0   | 1  | 0  | 0   | 0  |    |     |
| 35                 | Wybrzeże Kości Słoniowej | 0                  | 0                  | 1   | 1   | 0   | 0   | 0  | 0  | 0   | 1  |    |     |
| Ogółem (40 państw) | Ogółem (40 państw)       | Ogółem (40 państw) | Ogółem (40 państw) | 107 | 107 | 214 | 428 | 56 | 56 | 112 | 51 | 51 | 102 |